# Gać (Imielin)
Gać (deutsch Gacz oder Gatsch) ist ein Stadtteil von Imielin im Powiat Bieruńsko-Lędziński der Woiwodschaft Schlesien in Polen.

## Geographie
Der Ort liegt zwischen den Stadtzentren von Hołdunów (im Westen) und Imielin im Osten. Er gliedert sich in Nowa Gać im Süden und Stara Gać im Norden.

## Geschichte
(Stara ‚alte‘) Gać wurde von 10 reformierten Siedlern aus Hołdunów im frühen 19. Jahrhundert gegründet, und zwar auf dem parzellierten Grund der Güter von Imielin. Südlich von dieser Stelle fand im Jahr 1819 eine andere Parzellierung statt. Nowa ‚Neu‘ Gać wurde damals von 21 Siedlern aus Hołdunów gegründet. Im Jahre 1830 entstand die neue unabhängige Gemeinde. Im Jahre 1878 gab es 11 Häuser in Stara Gać bzw. 21 Häuser in Nowa Gać.
In der Volksabstimmung in Oberschlesien über die künftige politische Zugehörigkeit Oberschlesiens 1921 votierten 122 Wählern für Deutschland, demgegenüber standen 22 Stimmen für Polen.
Nach der polnischen Annexion Ost-Oberschlesiens 1922 gehörte Gać zu Polen. Unterbrochen wurde dies nur durch die Deutsche Besetzung Polens 1939–1945 durch die Wehrmacht im Zweiten Weltkrieg. Er wurde damals mit Hołdunów eingemeindet und nach dem Krieg mit Imielin.
Im Jahr 1933 waren 71,6 % der Einwohner evangelisch; Gać war eine von nur vier Gemeinden der einstigen Woiwodschaft Schlesien ohne Olsagebiet mit evangelischer Mehrheit.